# Ruins (groupe japonais)
Pour les articles homonymes, voir Ruins.
Ruins est un groupe de rock expérimental, apparenté zeuhl, japonais. Constitué d'un duo batterie/basse, le groupe verra quatre bassistes se succéder tandis que la batterie est toujours occupée par Tatsuya Yoshida. Leurs productions, présentant un mélange singulier de musique classique, de rock progressif et d'autres tendances expérimentales, sont encensées par la critique musicale.

## Biographie
Sasaki Hisashi quitte le groupe en 2003 après avoir été blessé, et depuis Yoshida fait des tournées en solo sous le nom Ruins-Alone. Le 6 septembre 2016, Tatsuya annonce sur Facebook l'arrivée du bassiste Masuda Ryuichi pour un concert en décembre et quelques concerts au printemps.

## Collaborations et influences
Le style musical de Magma est une forte influence pour ce groupe : les paroles sont chantées dans une langue inventée ressemblant au kobaïen, la langue inventée par Christian Vander batteur et compositeur de Magma. Les compositions de Ruins (dont Yoshida est majoritairement l'auteur) sont généralement extrêmement complexes, formées d'une succession de thèmes souvent syncopés et aux mesures asymétriques, avec de très nombreux changements de signature rythmique. Pour cette raison, la musique du groupe est également étiquetée math rock. On note également dans leur musique des influences de certains compositeurs classiques comme Chopin. Le style évolue depuis les débuts du groupe, souvent à cause de changements de bassiste.
Ruins collabore avec de nombreux autres musiciens de l'avant-garde, parmi lesquels le groupe de rock progressif avant-gardiste Guapo guitariste et producteur Steve Albini, le saxophoniste John Zorn, le guitariste expérimental Ron Anderson, Derek Bailey, l'auteur guitariste multi-instrumentiste Keiji Haino et Kazuhisa Uchihashi (membre de Ground Zero).

## Membres

### Membres actuels
- Yoshida Tatsuya - percussions, chant (depuis 1985)

### Anciens membres
- Kawamoto Hideki - basse, chant (1985-1987)
- Kimoto Kazuyoshi - basse, chant (1987–1990)
- Masuda Ryuichi - basse, chant (1991–1997, 2016)
- Sasaki Hisashi - basse, chant (1998-2003)

## Discographie

### Albums studio
- 1988 : Ruins
- 1990 : Stone Henge
- 1991 : Best Of Ruins
- 1991 : Early Works
- 1992 : Burning Stone
- 1993 : Infect
- 1993 : Graviyaunosch
- 1995 : Hyderomastgroningem
- 1997 : Refusal Fossil
- 1997 : Improvisations
- 1998 : Vrresto
- 1998 : Symphonica
- 2000 : Pallaschtom
- 2002 : Tzomborgha

### EP et albumslive
- 1986 : Ruins (EP)
- 2000 : Mandala 2000: Live at the Kichijoji Mandala II
- 2001 : Ruins Best 1986-1992
- 2002 : Live in Guangzhou

### Collaborations
- 1994 : Ruins and Umezu Kazutoki (avec Umezu Kazutoki)
- 1994 : Hatoba and Ruins (avec Hatoba)
- 1995 : Saisoro (avec Derek Bailey)
- 1995 : Jason Willet and Ruins (avec Jason Willet)
- 1997 : Tohjinbo (avec Derek Bailey)
- 1998 : Ketsunoana (avec Ron Anderson)
- 1998 : Kazuhisa Uchihashi and Ruins (avec Kazuhisa Uchihashi)
- 2001 : Big Shoes (avec Ron Anderson)
- 2001 : Live In Europe (avec Kazuhisa Uchihashi)
- 2002 : Knead (avec Keiji Haino)
- 2006 : New Rap (avec Keiji Haino)